# Левиев-Коган, Яков Соломонович
Яков Соломонович Левиев-Коган (1899—1937) — советский инженер, деятель промышленности, кавалер ордена Ленина (16.04.1931).
Родился в г. Невель Витебской губернии. Член ВКП(б) в 1936—1937 гг.
С 1918 по 1925 год учился в ЛЭТИ, после его окончания работал на телефонном заводе «Красная заря» на инженерных должностях. Одновременно преподавал в ЛЭТИ, а с 1930 года — и в ЛЭИС.
Автор методических пособий:
- Система телефонной станции центральной батареи без разговорно вызывных ключей [Текст] : Выпуск централей 1926—1927 года / Инж. Я. С. Левиев. — Ленинград : Телефонный завод «Красная заря» Электротехнич. треста заводов слабого тока, 1927 (тип. Ленингр. правда). — 17 с., [13] отдельн. вклад. л. черт. и схем.; 25х17 см.
- Элементы расчета телефонного реле [Текст] / Я. С. Левиев ; Электротехн. ин-т связи в Ленинграде. — Ленинград : Изд. комис. Электротехн. учеб. комбината связи, 1934. — 32 с. : ил.; 25 см.
- Руководство по центральным телефонным станциям Ц.Б. [Текст] : [Центральная батарея] / Левиев, Я. С., инж. ; Ленингр. политехн. ин-т связи. — Ленинград : Кубуч, 1931—1933 (1-я тип. изд-ва Ленингр. облисполкома и Совета). — 4 т.; 25х17 см. Вып. 1 [Текст]. — 1932. — 14 с. : ил. Вып. 2 [Текст]. — 1931. — 18 с. : ил. Вып. 3 [Текст]. — 1932. — 14 с. : ил. Вып. 4 [Текст]. — 1933. — 14 с. : ил.

С 1930 года — главный инженер завода «Красная заря». Руководил налаживанием первой линии по производству автоматических телефонных станций.
Указом от 16.04.1931 «О награждении завода „Красная заря“ и отдельных работников этого завода в связи с выполнением заводом пятилетки в 2½ года» награждён орденом Ленина (№ 106).
С 1933 г. зам. директора по производству, с января 1936 года директор завода «Красная заря».
Арестован 17.05.1937 УНКВД по Ленинградской области. Обвинялся по ст. 58-7, 58-8, 58-9, 58-11 УК РСФСР. Приговором Военного трибунала ЛВО от 31.08.1937 осужден к ВМН и лишению ордена Ленина. 31.08.1937 расстрелян в Ленинграде. Реабилитирован 25.08.1956.